# Simon Zaoui
Pour les articles homonymes, voir Zaoui.
 (août 2023).
Simon Zaoui, né le 23 avril 1980 est un pianiste classique français.

## Études
Né le 23 avril 1980 et issu d’une famille de musiciens, Simon Zaoui a étudié le pianoforte et le piano au Conservatoire à Rayonnement Régional de Boulogne-Billancourt avec Hortense Cartier-Bresson et Xavier Gagnepain, au Conservatoire de Paris avec Alain Planès, et à l’Académie Sibelius d’Helsinki avec Tuija Hakkila.
Il a reçu les conseils d'Émile Naoumoff, dernier disciple de Nadia Boulanger, d'Aldo Ciccolini, de Robert Levin, de Menahem Pressler et de Pierre-Laurent Aimard. 
Lauréat de prix internationaux en piano et en musique de chambre, il a reçu le soutien du mécénat musical Société Générale et de la fondation Meyer.
Il a reçu de nombreux prix dont : des mentions Très Bien aux Récitals du Prix de piano et de musique de chambre, le premier prix et le prix Fauré du Concours International de piano de Brest, et le deuxième prix et le prix spécial « musique française » du Concours International de musique de chambre de Guérande.

## Carrière
Simon Zaoui se produit au Japon, au Brésil, dans le Maghreb et le Machrek, en Israël, en Europe, ainsi  que dans les plus grandes salles et festivals français parmi lesquels : La Roque d’Anthéron en 2006, les Serres d’Auteuil en 2007, le festival des Arcs en 2008, Piano aux Jacobins en 2009, la « Folle Journée » de Nantes, le théâtre du Châtelet, la Cité de la Musique...
Il joue régulièrement avec l’Orchestre de Paris et l’Ensemble Matheus.
Il collabore régulièrement au magazine Pianiste.
Il enseigne au conservatoire de Vincennes.
Il anime les concerts « Le classique du dimanche » à la Seine musicale.
Il est également directeur artistique de l'association du cycle musical de la chapelle de Kersaint.

## Discographie
- 2011 : Beethoven, Debussy, Pascal sonate de Vinteuil, avec Yuri Kudora (violon) (Polymnie)
- 2015 : Inspirations, Poulenc et autres compositeurs avec Frédéric Tardy (hautbois) et Julien Hardy (basson)
- 2015 : Biondina : Souvenirs d'Italie, Gounod, avec David Lefort (Ténor) (Éd. Hortus)
- 2016 : Paul Verlaine La Bonne Chanson, Fauré et autres compositeurs, avec David Lefort (Ténor) (Éd. Hortus)
- 2017 : Le Sablier Du Temps, Un voyage musical à travers l'âme juive avec Virginie Constant (violoncelle)

- 2018 : Reflets Camille Saint-Saëns, avec Julien Hardy (Basson)
- 2018 : Horizons, Fauré, avec David Lefort (Ténor) Pierre Fouchenneret (Violon) Raphaël Merlin (Violoncelle) (Éd. Aparté)
- 2020 : Beethoven, un nouveau manifeste, sonates n° 1, 3, 13 sur piano Gebauhr, (Éd. Hortus)